# Діброва (Краматорський район)
Дібро́ва — село в Україні, у Лиманській міській територіальній громаді Донецької області. У селі мешкає 253 людини.
Маючи порівняно невелике населення, село займає чималу площу через значну розпорошеність поселень. Діброва розділяється на кілька територіально відокремлених частин, що мають традиційні власні назви: Махинівщина (Махини), Таганівщина, Губівщина тощо. Деякі назви відповідають найпоширенішим у даній частині села прізвищам мешканців, походження інших невідоме.
Поблизу Діброви є кілька колишніх або діючих піщаних кар'єрів. Після закінчення видобування піску кар'єр перетворюється на озеро, що протягом десятка років (поки не замулиться та не заросте) відрізняється чистою водою та зручним для відпочинку піщаним узбережжям. Місцеві мешканці називають такі озера словом «Бакай», а приїжджі — «Блакитні озера». Чисті та зручні озера в поєднанні з сосновим лісом приваблюють численних відпочивальників, що приїздять сюди мало не з усього Донбасу. Ще однією місцевою природною цікавинкою є озеро Чорнецьке — стариця річки Сіверський Донець. Озеро глибоке, чисте й багате рибою, але наразі закрите для туристів.

## Історія
Російське вторгнення в Україну (2022)
У травні та червні 2022 року у зв'язку з наступом російських окупантів на Сєвєродонецьк у районі населеного пункту були важкі бої, російські війська декілька разів обстрілювали Діброву, пізніше Сєвєродонецьк і разом з ним село захопили.
У вересні того ж року відбувся контрнаступ ЗСУ на Лиман, в ході якого село визволили від російських окупантів 17 вересня.

## Населення

### Мова
Розподіл населення за рідною мовою за даними перепису 2001 року:
| Мова       | Кількість | Відсоток |
| ---------- | --------- | -------- |
| українська | 258       | 78.42%   |
| російська  | 71        | 21.58%   |
| Усього     | 329       | 100%     |